# Гапа Ольга Євстахівна
О́льга Євста́хіївна Га́па (нар. 2 квітня 1965, с. Завадів Жовківського району Львівської області) — українська акторка, режисерка, письменниця, член НСТДУ (1990), заслужена артистка України (2001), народна артистка України (2020).

## Життєпис
1984 — закінчила студію при Львівському українському драматичному театрі мені Марії Заньковецької (викладач Лариса Кадирова).
Відтоді працює у Першому українському театрі для дітей та юнацтва у Львові, де виступає в амплуа травесті.
2004 року поставлене музичне шоу за її п'єсою «Троє поросят».
Як авторка сценарію і режисерка поставила спектакль «Beautiful Карпати».
Учасниця благодійного проекту «Звукові книги українською мовою для незрячих та для осіб із дислексією».

## Театральні ролі
- Гаврик («Біліє парус одинокий» за В. Катаєвим)
- Зайчик («У лісі на галявині» К. Мєшкова)
- Івасик-Телесик («Івасик-Телесик» М. Кропивницького)
- Княжич Лев («Княжич Лев» Д. Герасимчука, Я. Мельничука)
- Лора Рікет («Тім Талер або проданий сміх» за Дж. Крюсом)
- Принц («Маленький принц» А. де Сент-Екзюпері)
- Тарас («І золотої, й дорогої» Б. Стельмаха)
- Чіполліно («Чіполліно та його друзі» за казками Дж. Родарі)

## Визнання
- 1997 — Премія «Успіх» Національної спілки театральних діячів України[7]
- 2001 — заслужена артистка України[2]
- 2020 — народна артистка України[3]